# Saint-Frégant
Saint-Frégant (bret. Sant-Fregan) – miejscowość i gmina we Francji, w regionie Bretania, w departamencie Finistère.
Według danych na rok 1990 gminę zamieszkiwało 578 osób, a gęstość zaludnienia wynosiła 69 osób/km² (wśród 1269 gmin Bretanii Saint-Frégant plasuje się na 790. miejscu pod względem liczby ludności, natomiast pod względem powierzchni na miejscu 890.).